# Novembergruppe

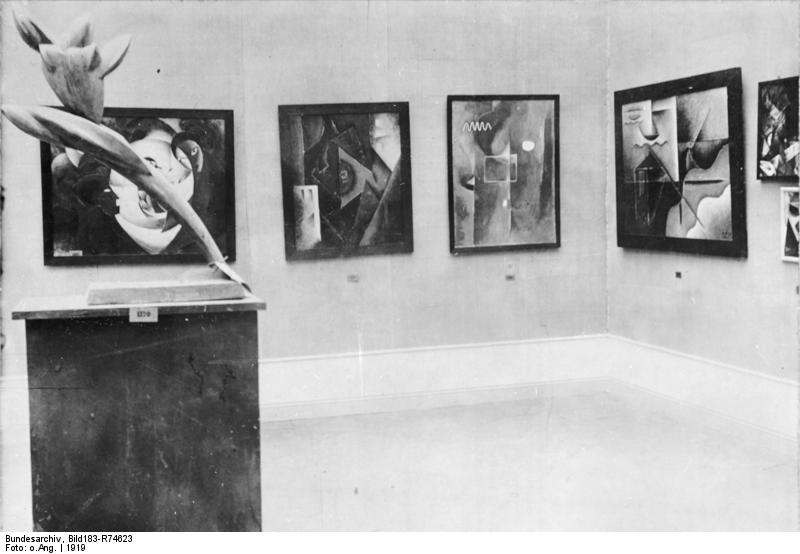
Zaal Novembergruppe op de Große Berliner Kunstausstellung van 1919

De Novembergruppe was een groep van vooral Duitse expressionistische beeldend kunstenaars en architecten, in Berlijn opgericht op 3 december 1918. De naam verwijst naar de maand van de Novemberrevolutie. De groep werd geleid door Max Pechstein en César Klein. De groepsleden hadden niet zozeer een gemeenschappelijke stijl van kunst, maar wel gedeelde socialistische waarden. De groep bestond uit radicale kunstenaars die meer de maatschappij wilden hervormen dan dat zij een gezamenlijke kunstrichting propageerden. De groep begon in december 1918 een Werkraad voor de Kunsten (Arbeitsrat für Kunst).
In 1922 nam de Novembergruppe afstand van activiteiten als onafhankelijke lokale groepen en werd deel van het verbond van vooruitstrevende artistieke groepen in Duitsland (Kartell fortschrittlicher Künstlergruppen in Deutschland). In 1933 moest de groep haar activiteiten staken en in 1935 werd de vereniging officieel opgeheven.

## Stijlen
Meerdere artistieke richtingen is kwamen samen in de groep, soms getypeerd als cubo-futo-expressionisme. De leden van de groep hadden echter zoveel verschillende disciplines en werkwijzen dat het moeilijk is deze binnen een noemer te vangen.
Naast de schilders waren er vele kunstenaars van andere disciplines zoals architectuur en muziek. De musici werden de gangmakers onder aanvoering van Max Butting (later vervangen door Hans Heinz Stuckenschmidt).
De Novembergruppe organiseerde regelmatig kunstfestivals, kostuumfeesten, atelierbezoeken, literaire en muzikale evenementen.

## Oprichters
De Novembergruppe werd opgericht door schilders als Max Pechstein, Georg Tappert, César Klein, Moriz Melzer en Heinrich Richter. De eerste vergadering op 3 december 1918 werd ook bijgewoond door Karl Jakob Hirsch, Bernhard Hasler, Richard Janthur, Rudolf Bauer, Bruno Krauskopf, Otto Freundlich, Wilhelm Schmid, de beeldhouwer Rudolf Belling en de architect Erich Mendelsohn.

## Leden
Een exacte lijst van alle leden van de Novembergruppe is moeilijk op te stellen vanwege gebrek aan vroege schriftstukken. Twee lijsten bleven behouden, een uit 1923 van de Grosse Berliner Kunstausstellung 1923, waar de naam van de Duitse architect Ludwig Mies van der Rohe op staat bij Abteillung Novembergruppe, alsmede die van de Nederlandse kunstschilder Carel Willink (Willink, A.C.), 
naast de namen
- Behrens-Hangeler, Herbert
- Dexel, Walter
- Dungert, M.
- Foerster, P.
- Graf, G.

- Greve
- Luckhardt, W.u.d.
- Puni, Iwan
- Segal, A.
- Zalit, K.F.

Berlinische Galerie Museum Für Moderne Kunst heeft een lijst samengesteld met kunstenaars die exposeerden bij de Novembergruppe.

En een namenlijst uit de tentoonstellingscatalogus die in 1925 werd gedrukt:
- Lou Albert-Lasard
- George Antheil
- Rudolf Ausleger
- Herbert Behrens-Hangeler
- Rudolf Belling
- Hans Brass
- Max Butting
- Heinrich Maria Davringhausen
- Walter Dexel
- Christof Drexel
- Hanns Eisler
- Viking Eggeling
- Conrad Felixmüller
- Lyonel Feininger
- Otto Freundlich
- Paul Goesch

- Otto Griebel
- Gustav Havemann
- Jakob HirschWilhelm Heckrot
- Hans Siebert von Heister
- Oswald Herzog
- Hannah Höch
- Lothar Homeyer
- Jascha Horenstein
- Philipp Jarnach
- Walter Kampmann
- Wassily Kandinsky
- Bernhard Klein
- César Klein
- Fritz Klein
- Issai Kulvianski
- Otto Lange

- El Lissitzky
- Thilo Maatsch
- Ewald Mataré
- Moriz Melzer
- Carlo Mense
- Hilla von Rebay
- Ludwig Mies van der Rohe
- Otto Möller
- Rudolf Möller
- Georg Muche
- Albert Mueller
- Laszlo Peri
- Felix Petyrek
- Enrico Prampolini
- Kurt Hermann Rosenberg
- Hans Scharoun

- Paul Schmolling
- Arthur Segal
- Rudolf Schlichter
- Wilhelm Schmid
- Heinrich Stegemann
- Hans Heinz Stuckenschmidt
- Georg Tappert
- Bruno Taut
- Heinz Tiessen
- Wladimir Rudolfowitsch Vogel
- Kurt Weill
- Gert Wollheim
- Stefan Wolpe
- Niko Wassiliew
- Walter Spies[2]